# Де Оливейра, Роджер
Роджер Франклин Берна де Оливейра  (порт. Roger Franklin Berna de Oliveira; 13 апреля 1981) — бразильский футболист, защитник.

## Биография
Роджер на родине в Бразилии играл за клуб «Интернасьонал Лимейра». Зимой 2002 года заключил трёхлетний контракт с симферопольской «Таврией». В чемпионате Украины дебютировал 21 апреля 2002 года в домашнем матче против мариупольского «Металлурга» (3:1), Роджер вышел на 87 минуте вместо Шоты Чомахидзе. Всего в «Таврии» он провёл около года и сыграл в чемпионате Украины всего в 4 матчах. Во время выступления в «Таврии» Анатолий Заяев попросил найти его в Бразилии плеймейкера, в итоге он пригласил в команду своего друга Эдмара.
После того как Роджер покинул «Таврию» он вернулся в Бразилию.